# Pretty Mrs. Smith
Pretty Mrs. Smith è un film muto del 1915 diretto da Hobart Bosworth. La sceneggiatura di Elmer Harris si basa sul lavoro teatrale dello stesso Harris e di Oliver Morosco, una commedia musicale andata in scena in prima a Broadway il 21 settembre 1914.

## Trama
Drucilla sposa Ferdinand Smith, un missionario, e parte con lui per l'Africa. Ma la vita coniugale, che l'ha sottratta a un'esistenza triste e monotona, non si rivela per niente felice: Ferdinand è un marito freddo e distaccato e Drucilla non è entusiasta di vivere in mezzo ai cannibali. Così, torna in America. Quando viene a sapere che Ferdinand è annegato, la donna contrae un nuovo matrimonio, questa volta con il poeta Forrest Smith. Anche qui, però, i suoi bei sogni si infrangono contro la dura realtà: Forrest è un alcolizzato e l'ha portata a vivere in una casetta miserabile. I due litigano e lei minaccia di denunciarlo. Forrest, allora, scompare. I suoi abiti vengono trovati in riva al mare e tutti pensano che si sia suicidato. Il terzo matrimonio di Drucilla è con Frank Smith, ricco e atletico appartenente alla buona società il quale, però, si rivela gelosissimo. La loro unione ne risente e i due si separano. Mentre Drucilla si trova in una località balneare, riappare Forrest, ben vivo. Lei, interdetta, si convince adesso di essere una bigama. Ma viene contraddetta da Ferdinand, il suo primo marito, redivivo pure lui, che la definisce "trigama". Intanto, il geloso Frank si mette a inseguirli per tutto l'albergo. Ferdinand, accorgendosi che Drucilla ama il suo terzo e ultimo marito, le dice che, in realtà, il suo matrimonio con Forrest non è valido perché i due si erano sposati quando lui (Ferdinand) non era stato ancora dichiarato legalmente morto. Mentre, invece, l'ultimo matrimonio di Drucilla, quello con Frank è valido, perché le nozze sono avvenute dopo che lui (Ferdinand), dopo sette anni dalla sua scomparsa, per la legge ormai era morto.

## Produzione
Il film fu prodotto dalla Hobart Bosworth Productions e dalla Oliver Morosco Photoplay Company. Fu il primo film della neonata compagnia voluta da Morosco a venire distribuito. Fu interpretato da Fritzi Scheff al suo debutto sullo schermo: l'attrice era stata protagonista a Broadway anche dell'omonima commedia, dove compariva pure Leila Bliss che ripropose per il film lo stesso suo personaggio di Letitia Proudfoot.

## Distribuzione
Il copyright del film, richiesto da Oliver Morosco ed Elmer Harris, fu registrato il 3 marzo 1915 con il numero LU4590. I dati allegati al copyright riportano il titolo (con l'articolo) The Pretty Mrs. Smith.
Distribuito dalla Paramount Pictures, il film uscì negli Stati Uniti il 29 marzo 1915.
Non si conoscono copie ancora esistenti della pellicola che viene considerata presumibilmente perduta.